# Francesco Bartolozzi
Francesco Bartolozzi, italijanski graver in akademik, * 1725, Firence, † 1815, Lizbona.
Sprva je deloval v Benetkah, Rimu, nato v Londonu (1764-1802), nazadnje pa v Lizboni.
Leta 1768 je postal ustanovitveni član Kraljeve akademije.
Tudi njegov sin Gaetano Stephano Bartolozzi (1757-1821) je bil graver, medtem ko je bila Gaetanova hči, njegova vnukinja, Lucia Elizabeth Vestris, igralka.